# Tornmyran
Tornmyran este o arie protejată (arie specială de conservare — SAC, sit de importanță comunitară — SCI, arie de protecție specială avifaunistică — SPA) din Suedia întinsă pe o suprafață de 180,3 ha, integral pe uscat.

## Localizare
Centrul sitului Tornmyran este situat la coordonatele 61°43′45″N 14°58′45″E / 61.7292°N 14.9792°E.

## Înființare
Situl Tornmyran a fost declarat sit de importanță comunitară în iulie 2000 pentru a proteja 5 specii de animale. Alte tipuri de protecție:
- arie de protecție specială avifaunistică (în iulie 2000)[2]
- arie specială de conservare (în martie 2011)[1][3][4]

## Biodiversitate
Situată în ecoregiunea boreală, aria protejată conține 5 habitate naturale: Taiga vestică, Turbării Aapa, Mlaștini împădurite, Cursuri de apă de la nivel de câmpie la nivel montan, cu vegetație Ranunculion fluitantis și Callitricho-Batrachion, Mlaștini turboase de tranziție și turbării mișcătoare.
La baza desemnării sitului se află mai multe specii protejate:
- păsări (4): cocor (Grus grus), ploier auriu (Pluvialis apricaria), cocoșul de mesteacăn (Tetrao tetrix tetrix), fluierar de mlaștină (Tringa glareola)
- nevertebrate (1): Dytiscus latissimus